# Mvangan
Mvangan est une commune du Cameroun située dans la région du Sud et le département de la Mvila.

## Géographie
La localité de Mvangan est située sur la route départementale D39 à 90 km au sud-est du chef-lieu départemental Ebolowa. La limite sud-ouest de la commune est formée par la rivière Nlobo, affluent du Nkom, le territoire communal est situé dans le bassin versant du fleuve Ntem.
| Biwong-Bulu | Sangmélima | Meyomessi |
| Ebolowa II  | Mvangan    | Oveng     |
| Ambam       | Haut-Ntem  |           |

## Histoire
La commune est créée en décembre 1959. Elle est après quelques années réunie à la commune rurale d'Ebolowa pour former la commune rurale d'Ebolowa-Mwangan.
En 1969, la commune rurale de Mvangan est rétablie.

## Population
Lors du recensement de 2005, la commune comptait 16 114 habitants, dont 1 695 pour Mvangan proprement dit. Le plan communal de développement relève une population communale de 31 475 habitants en 2014 selon les travaux de Canidev.

## Structure administrative de la commune
Outre Mvangan proprement dit, la commune comprend les villages suivants :
- Ababedoman
- Aboelone
- Aboumezok
- Adjap
- Afan
- Akam
- Ako'obete
- Ako'obete
- Alen-Essaela'an
- Alen-Yemekak
- Alombo
- Alotom
- Amvom
- Andjeck
- Assok I
- Assok II
- Atong
- Biboulman
- Bikong
- Eboman
- Ekowong I
- Ekowong II
- Endameyos
- Endengue
- Essam
- Etoubetoubandi
- Koungoulou
- Mbong
- Mebemenko
- Mebo'o Ngoe
- Mebo'o Yengap
- Mebosso
- Mengame I
- Mengame II
- Minkoumou
- Mintyene
- Mvaezom
- Ndanga
- Ndick
- Ngomebae
- Nkengou
- Nkolenyeng I
- Nkolenyeng I
- Nkolenyeng II
- Nkomo
- Nnelefoup
- Nnezam
- Oyem
- Zangmeyong
- Zoebefam

## Environnement
La commune située dans l'écorégion des forêts humides du bassin occidental du Congo, compte une aire protégée située au sud du territoire communal et frontalière du Gabon :
- Sanctuaire sauvage de gorilles de Mangamé, créé en 2008 (27 723 ha).